# 리투아니아계 미국인
리투아니아계 미국인은 리투아니아에 뿌리를 둔 미국인 자손이다. 리투아니아어, 영어를 사용한다.

## 같이 보기
- 폴란드계 미국인
- 라트비아계 미국인